# Phoradendron reductum
Phoradendron reductum är en sandelträdsväxtart som beskrevs av Trelease. Phoradendron reductum ingår i släktet Phoradendron och familjen sandelträdsväxter. Inga underarter finns listade i Catalogue of Life.